# Diocèse de Xochimilco
Le diocèse de Xochimilco (en latin : en latin : Dioecesis Xochimilcoensis ; en espagnol : Diócesis de Xochimilco) est un diocèse de l'Église catholique du Mexique, suffragant de l'archidiocèse de Mexico.

## Territoire
Il comprend trois des seize divisions territoriales de Mexico : Xochimilco, Tláhuac et Milpa Alta ce qui représente un territoire d'une superficie de 433 km2 divisé en 40 paroisses.
Le siège épiscopal est dans le quartier de Xochimilco de Mexico où se trouve la cathédrale Saint-Bernardin-de-Sienne de Xochimilco (es).

## Historique
Le diocèse est érigé le 28 septembre 2019 de la constitution apostolique Quandoquidem per sacramentum baptismi du pape François en prenant une partie du territoire de l'archidiocèse de Mexico dont Xochimilco devient suffragant.

## Évêque
- Andrés Vargas Peña (28 septembre 2019 - 11 février 2025)
- Juan María Huerta Muro, O.F.M., depuis le 11 février 2025